# Jean-Claude Rohel
Pour les articles homonymes, voir Rohel.
Jean-Claude Rohel, né le 22 novembre 1939 à Plouénan (Finistère) et mort le 23 septembre 2009 à Paris 5e, est un homme politique français.

## Biographie
Enseignant dans l’établissement Le Kreisker à Saint-Pol-de-Léon, relevant de l’enseignement privé., il devient conseiller municipal de Plouénan en 1971, puis maire en 1977 et le reste jusqu'à sa démission en 1983. Il accède à l'Assemblée Nationale à la suite de la nomination de Pierre Lelong au gouvernement, et le reste jusqu'à la fin de la législature.
Il essaie de se faire élire, en son nom, dans le cadre des élections de 1978, mais il est battu par Marie Jacq au second tour 
Dans le sillage de l’affaire Bétharram, il est dénoncé, de manière posthume, comme auteur de violences sur ses élèves lorsqu’il était enseignant.

## Détail des fonctions et des mandats
Mandat parlementaire
- 9 juillet 1974 - 2 avril 1978 : Député de la 4e circonscription du Finistère